# Bombylius ardens
Bombylius ardens är en tvåvingeart som beskrevs av Walker 1849. Bombylius ardens ingår i släktet Bombylius och familjen svävflugor. Inga underarter finns listade i Catalogue of Life.